# Batang Harjo
Batang Harjo is een bestuurslaag in het regentschap Lampung Timur van de provincie Lampung, Indonesië. Batang Harjo telt 4380 inwoners (volkstelling 2010).